# Sony Xperia SP
Sony Xperia SP — смартфон середнього рівня із серії Sony Xperia, розроблений компанією Sony, анонсований 18 березня 2013 року.

## Дизайн
Sony використала технологію спільного формування, щоб створити унікальний міцний дизайн. Подібно до свого попередника Xperia SP має алюмінієву раму зі знімною задньою частиною з полікарбонату та прозорою смужкою, яка проходить через нижню частину пристрою. Прозора стрічка діє як антена телефону, індикатор сповіщень, а також підсвічується під час відтворення музики.

## Характеристики смартфону

### Апаратне забезпечення
Смартфон працює на базі двоядерного процесора Qualcomm Snapdragon S4 Pro (MSM8960T), що працює із тактовою частотою 1,7 ГГц (архітектура ARMv7), 1 ГБ оперативної пам’яті і використовує графічний процесор Adreno 320 для обробки графіки. Пристрій також має внутрішню пам’ять об’ємом 8 ГБ (користувачеві доступно 5,8 ГБ), із можливістю розширення карткою microSD до 32 ГБ. Апарат оснащений 4,6-дюймовим (116,84 мм відповідно) дисплеєм із розширенням 720 x 1280 пікселів із щільністю пікселів 319 ppi, що виконаний за технологією TFT. Він підтримує мультитач, а також має нову версію технології BRAVIA engine 2 від Sony і здатний відображати 16 777 216 кольорів. Задня камера має 8 мегапікселів Exmor RS для зйомки при слабкому освітленні, з можливістю 16-кратного цифрового збільшення, HDR фото, та записувати відео у форматі 1080p (Full HD). Він також оснащений фронтальною камерою на 0,3 мегапікселя і здатний записувати відео з якістю VGA. Дані передаються через роз'єм micro-USB, а із бездротових модулів підтримує Wi-Fi (802.11a/b/g/n), Bluetooth 4.0, DLNA, вбудована антена стандарту GPS + ГЛОНАСС. Завдяки присутній технології NFC пристрій може відображати те, що відображається на екрані смартфона, на сумісний телевізор або відтворювати музику через NFC динамік. Весь апарат працює від Li-ion акумулятора ємністю 2370 мА·г, що може пропрацювати у режимі очікування 635 годин (26.5 дня), у режимі розмови — 10.41 години, і важить 155 грам.

### Програмне забезпечення
Смартфон Sony Xperia SP поставлявся з попередньо завантаженою версією Android 4.1 «Jelly Bean» з деякими помітними додатками, такими як медіапрограмами Sony (Walkman, Альбоми, Фільми) і Sony Select. Декілька програм Google (наприклад, Google Chrome, Google Play, Google Voice Search, Google search, Карти Google і Google Talk) уже попередньо завантажені. Пристрій сертифікований PlayStation Mobile.
16 січня 2014 року Sony повідомила через свій офіційний обліковий запис у Twitter, що оновлення до Android JellyBean 4.3 буде випущено з кінця січня або початку лютого для Xperia SP разом з оновленням Xperia T, Xperia TX і Xperia V. 11 лютого 2014 року Sony почала розповсюджувати оновлення в Австралії, а потім і на інших ринках. Сторінка підтримки програмного забезпечення нещодавно після оновлення була змінена з досліджуваний версії Android 4.4 «KitKat» на останню і остаточну версію Android 4.3, що означає, що Xperia SP офіційно не буде оновлюватися вище поточної версії Android. 